# Prodasineura nigra
Prodasineura nigra är en trollsländeart som först beskrevs av Fraser 1922.  Prodasineura nigra ingår i släktet Prodasineura och familjen Protoneuridae. Inga underarter finns listade i Catalogue of Life.